# Прокат автомобилей
Прокат автомобилей (аренда транспортных средств) — сдача автомобиля без водителя на определённый период времени (от нескольких часов до нескольких месяцев и даже лет).

## История
Первый случай проката автомобиля за вознаграждение датирован 1916 годом, когда Джо Саундерс (Joe Saunders), владелец небольшой автомастерской в штате Небраска (США), сдал в прокат один из имеющихся у него автомобилей Форд Т (первая серийная модель автомобиля, известная так же как «Жестянка Лиззи»), предварительно закрепив счётчик пробега у переднего левого колеса. Саундерс почувствовал интерес к подобной услуге и начал развивать это направление своего бизнеса. В 1925 году ему принадлежало уже 25 станций аренды в различных штатах. Стоимость проката автомобиля в компании Саундерса составляла 10 центов за милю. Серьёзно нарушила планы Саундерса Великая депрессия (1929—1933 годы). Бизнес стал нерентабельным, что привелок банкротству компании.
Другая, параллельно развивающаяся с компанией Саундерса компания, была основана Уолтером Якобсом (Walter Jacobs). Её история немного более успешная: незадолго до начала Великой депрессии она была продана таксомоторной компании Yellow Cab (владелец Джон Херц). Впоследствии прокат автомобилей был выделен в отдельное направление и сегодня Hertz — одна из крупнейших автопрокатных компаний мира, имеющая более 5100 пунктов аренды. Ключевой составляющей успеха Hertz была аренда в аэропортах, в расчёте на деловых людей.
После Второй мировой войны начинается подъём экономики, что положительно сказалось и на индустрии проката автомобилей. В 1945—1950 годах создаются такие известные компании, как Avis (основана Уоренном Эйвисом (Warren Avis), пилотом ВВС), National Car Rental (в число её основателей вошёл и уже упомянутый Джо Саундерс), Dollar Trhifty и другие. На сегодня все они — крупнейшие прокатные компании мира, имеющие представительства в сотнях стран.

## Условия аренды
Условия аренды (проката) различаются практически во всех компаниях. Зачастую требуется достижение арендатором определённого возраста (21—25 лет), наличие как минимум годового стажа вождения, может потребоваться водительское удостоверение международного образца. Требования договора аренды могут включать ограничение по суточному пробегу автомобиля (превышение оплачивается за каждый километр), ограничения по территории эксплуатации (например, многие московские прокатные компании ограничивают зону эксплуатацией Московской областью, а петербургские — Ленинградской) и т. д. Для гарантии выполнения арендатором всех этих требований обычно взимается залог. Штрафными санкциями наказывается сдача невымытой машины, повреждение салона и кузова, нехватка топлива и т. д.

## Классификация автомобилей
Крупные компании, предлагающие прокат автомобилей, имея парк в несколько десятков тысяч автомобилей, непрерывно перемещающихся между станциями аренды, не могут публиковать в прайс-листах полный список всех автомобилей, имеющихся в наличии. Поэтому была введена упорядоченная система классификации прокатных автомобилей. Организацией, стандартизирующей классы прокатных автомобилей, является Association of Car Rental Industry Systems Standards (ACRISS). SIPP коды, определяющие класс и комплектацию конкретного автомобиля, широко используются международными автопрокатными компаниями. При бронировании следует учитывать, что гарантируется только соответствие реального автомобиля данному классу, а не конкретной марке.
Основной характеристикой деления по классам является длина кузова. По европейским стандартам разделение производится на 6 классов: A, B, C, D, E, F.